# Xyrichtys pentadactylus
Xyrichtys pentadactylus es una especie de peces de la familia Labridae en el orden de los Perciformes.

## Morfología
- Los machos pueden llegar alcanzar los 25 cm de longitud total.[1]

## Distribución geográfica
Se encuentra desde el Mar Rojo y el África Oriental hasta el Pacífico occidental.